# Sovski Dol
Sovski Dol je naselje u Republici Hrvatskoj u Požeško-slavonskoj županiji, u sastavu općine Čaglin.

## Zemljopis
Sovski Dol je smješten oko 9 km južno od Čaglina na Dilj gori,  susjedna sela su Ruševo na zapadu i Paka na istoku. U blizini sela na nadmorskoj visini od 430 metara nalazi se Sovsko jezero.

## Povijest
Naselje je dosta stradalo je ili nestao u poraću Drugog svjetskog rata, kad je ubijen znatan broj Hrvata i drugih. U travnju i svibnju 1945. partizani su u Sovskom Dolu ubili znatan broj osoba, a poimence se znade imena dvjema osobama.

## Stanovništvo
Prema popisu stanovništva iz 2001. godine Sovski Dol je imao 155 stanovnika, dok je prema popis stanovništva iz 1991. godine imao 205 stanovnika od čega 99,51% Hrvata.
| broj stanovnika | 410   | 463   | 359   | 445   | 473   | 696   | 650   | 811   | 811   | 768   | 644   | 540   | 330   | 205   | 155   | 121   | 66    |
|                 | 1857. | 1869. | 1880. | 1890. | 1900. | 1910. | 1921. | 1931. | 1948. | 1953. | 1961. | 1971. | 1981. | 1991. | 2001. | 2011. | 2021. |